# Coppa Bernocchi 1992
La Coppa Bernocchi 1992, settantaquattresima edizione della corsa, si svolse il 19 agosto 1992 su un percorso di 209 km. Era valida come evento del circuito UCI categoria 1.2. La vittoria fu appannaggio del francese Charly Mottet, che terminò la gara in 5h20'00", alla media di 39,169 km/h, precedendo gli italiani Giancarlo Perini e Alberto Elli. L'arrivo e la partenza della gara furono a Legnano.
Sul traguardo di Legnano furono 65 i ciclisti che portarono a termine la manifestazione.

## Ordine d'arrivo (Top 10)
| Pos. | Corridore        | Squadra     | Tempo    |
| ---- | ---------------- | ----------- | -------- |
| 1    | Charly Mottet    | RMO         | 5h20'00" |
| 2    | Giancarlo Perini | Carrera     | a 3"     |
| 3    | Alberto Elli     | Ariostea    | a 5"     |
| 4    | Leonardo Sierra  | ZG Mobili   | a 5"     |
| 5    | Daniel Steiger   | Jolly Comp. | a 5"     |
| 6    | Gianni Faresin   | ZG Mobili   | a 5"     |
| 7    | Flavio Vanzella  | GB-MG Boys  | a 5"     |
| 8    | Lance Armstrong  | Motorola    | a 5"     |
| 9    | Udo Bölts        | Telekom     | a 5"     |
| 10   | Andrew Hampsten  | Motorola    | a 5"     |